# Rotgesichtklammeraffe
Der Rotgesichtklammeraffe (Ateles paniscus) ist eine im nordöstlichen Südamerika lebende Primatenart aus der Familie der Klammerschwanzaffen (Atelidae). Ehemals wurde er mit dem Schwarzgesichtklammeraffen zu einer gemeinsamen Art, Schwarzer Klammeraffe, zusammengefasst.

## Merkmale

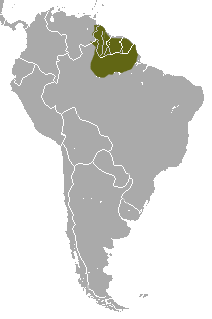
Verbreitungsgebiet

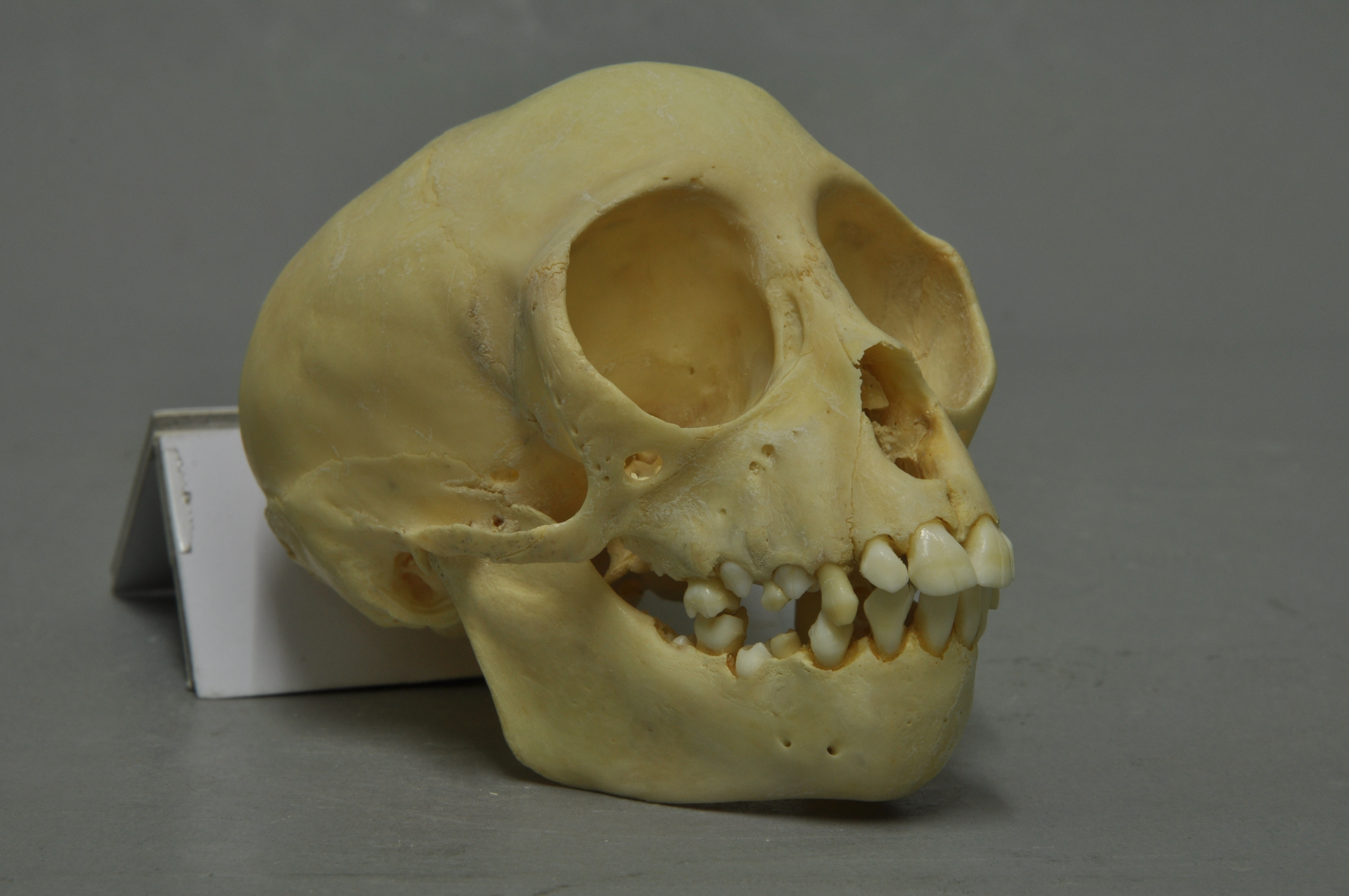
Schädel

Rotgesichtklammeraffen zählen zu den größten Vertretern der Klammeraffen. Sie erreichen eine Kopfrumpflänge von bis zu 63 Zentimetern, der Schwanz ist länger als der Körper und kann bis zu 80 Zentimeter messen. Mit rund 11 Kilogramm sind Männchen etwas schwerer als Weibchen, die rund 9,5 Kilogramm erreichen können. Ihr Körperbau ist schlank, die Gliedmaßen sind sehr lang und dünn. Die Hände sind hakenförmig, der Daumen ist rückgebildet. Der lange Schwanz ist als Greifschwanz ausgebildet, er ist am hinteren Ende an der Unterseite unbehaart. Das Fell ist schwarz gefärbt, namensgebendes Merkmal ist das rötliche, unbehaarte Gesicht.

## Verbreitung und Lebensraum
Rotgesichtklammeraffen leben im nordöstlichen Südamerika. Ihr Verbreitungsgebiet umfasst Guyana, Suriname, Französisch-Guayana und den Nordosten Brasiliens nördlich des Amazonas. Ihr Lebensraum sind Wälder, insbesondere Regenwälder.

## Lebensweise und Ernährung
Diese Primaten sind Baumbewohner, die sich vorwiegend in der oberen Kronenschicht aufhalten. Wie alle Klammeraffen sind sie tagaktiv. Sie sind schnelle und geschickte Kletterer, die sich auf allen vieren oder schwinghangelnd fortbewegen. Dabei setzen sie den Greifschwanz so wie eine Gliedmaße ein. Sie können auch, beispielsweise bei der Nahrungssuche, nur an einer Gliedmaße oder am Schwanz hängen.
Sie leben in Gruppen von etwa 20 bis 30 Tieren, die sich bei der täglichen Nahrungssuche meist in kleinere Untergruppen aufteilen und zur Nachtruhe wieder zusammenkommen. Laute Schreie dienen dazu, zum einen gruppenfremde Tiere auf den eigenen Aufenthaltsort aufmerksam zu machen, und zum anderen, den Kontakt zwischen den Untergruppen aufrechtzuerhalten.
Rotgesichtklammeraffen ernähren sich vorwiegend von Früchten. In geringem Ausmaß nehmen sie auch Blätter und andere Pflanzenteile zu sich.

## Fortpflanzung
Die meisten Geburten fallen in die Regenzeit zwischen November und Februar. Dann bringt das Weibchen nach rund 7,5-monatiger Tragzeit ein einzelnes Jungtier zur Welt. Dieses wird nach rund einem Jahr entwöhnt, die Geschlechtsreife tritt mit drei bis vier Jahren ein.

## Gefährdung
Rotgesichtklammeraffen sind auf intakte Primärwälder angewiesen und reagieren darum empfindlich auf menschliche Störungen. Hauptgefahr stellt neben der Zerstörung des Lebensraums die Bejagung wegen ihres Fleisches dar. Verschärft werden diese Faktoren durch die sehr niedrige Fortpflanzungsrate. Insgesamt wird die Art von der IUCN als gefährdet (vulnerable) gelistet.